# Jaume Peracaula i Roura
Jaume Peracaula i Roura (Salt, Gironès, 16 de febrer de 1945) és un director de fotografia català.

## Biografia
Va fer cursos d'Enginyeria Tècnica Industrial a la Universitat Laboral de Tarragona (on va coincidir amb Joan Manuel Serrat), de Ciències de la Informació i de Psicologia Clínica, sense acabar cap carrera. El 1957 va rodar el seu primer curtmetratge com a guionista, càmera i director en el Departament d'Humanitats de la Universitat Laboral de Tarragona. Entre 1958 i 1962 participa en diversos concursos fotogràfics i entre 1965 i 1975 va treballar en el departament de fotografia dels Estudis Miramar de TVE a Catalunya, on va ser operador i realitzador de reportatges per al programa El mundo del deporte.
En 1962 participa en el curtmetratge El pobret, de Jordi Lladó que obté el primer premi en el Festival de Cinema Amateur de Blanes, i el 1968 fou assistent de direcció en el curtmetratge documental El mundo de Fructuoso Gelabert de Juan Francisco de Lasa. Durant la dècada del 1970 es va dedicar plenament a la fotografia cinematogràfica, i participà en curtmetratges i documentals de joves directors novells, com Agustí Villaronga (Anta, mujer, 1974) o Jordi Lladó (Aullidos, 1972 o Un laberinto, 1970). El 1975 va debutar com a auxiliar de direcció La muerte del escorpión de Gonzalo Herralde, i el 1976 com a segon operador a L'obscura història de la cosina Montse de Jordi Cadena. Això el permetria fer-se un nom com a segon operador a les principals pel·lícules de Bigas Luna: Bilbao (1978;), Caniche (1979) i Reborn (1981).
Durant la dècada dels 1980 va col·laborar principalment amb Agustí Villaronga, amb el qual fou director de fotografia a Tras el cristal (1985) i El niño de la luna (1988), amb la qual fou candidat per primer cop al Goya a la millor fotografia. El 1983 va col·laborar en la posada en marxa de TV3 encarregant-se del seu Departament d'Ensenyament de la Imatge. alhora va treballar com a professor de fotografia a l'Escola Internacional de Cinema i Televisió (EICTV) de San Antonio de Los Baños (Cuba), presidida per Gabriel García Márquez, a la Universitat Politècnica de Catalunya i a l'ESCAC. Alhora, ha traduït al castellà del llibre de memòries de Néstor Almendros Memorias de una cámara (1982). També va col·laborar als programes Digui, digui... (1984) i Àngel Casas Show (1985) de TV3 i a Delirios de amor (1989) de TVE.
Després de participar en La blanca paloma (1989) es va traslladar a Madrid, on va col·laborar a les pel·lícules de Mario Camus a Después del sueño (1991); Amor propio (1994); Adosados (1996) i El color de las nubes (1997), amb la qual va guanyar el Goya a la millor fotografia.
L'any 2022 va ser nomenat membre d'honor de l'Acadèmia del Cinema Català.

## Filmografia
- 1977: L'obscura història de la cosina Montse
- 1978: Bilbao
- 1978: Los violadores del amanecer
- 1978: La veritat sobre el cas Savolta
- 1979: Caniche
- 1979: El asesino de Pedralbes.
- 1980: Mater amatísima
- 1980: Barcelona sud.
- 1981: La rebelión de los pájaros
- 1982: Interior roig.
- 1984: Últimas tardes con Teresa
- 1986: Tras el cristal
- 1989: El niño de la luna.[8]
- 1990: La blanca paloma;
- 1990: Lo más natural.
- 1991: Catorce estaciones.
- 1992: Después del sueño.
- 1994: Amor propio.
- 1995: La nave de los locos.
- 1996: Adosados;
- 1996: El crimen del cine Oriente
- 1997: El color de las nubes
- 1998: El regreso de El Coyote
- 2000: Sin vergüenza
- 2001: La playa de los galgos.
- 2002: Besos de gato
- 2003: Inconscients
- 2006: El coronel Macià
- 2011: La Trinca: biografia no autoritzada